# Florencia Coronel
Florencia Coronel (Llavallol, Lomas de Zamora, 23 de febrero de 1995) es una jugadora de futsal y fútbol argentina. Si bien sus orígenes como jugadora son del futsal, sus buenos rendimientos en San Lorenzo hicieron que forme parte también del plantel de fútbol once y se convierta en una de las 15 primeras jugadoras profesionales de Argentina. Es también jugadora de la Selección Argentina de futsal.

## Palmarés

### Títulos nacionales de futsal
| Título               | Club        | País      | Año  |
| -------------------- | ----------- | --------- | ---- |
| Torneo Clausura 2017 | San Lorenzo | Argentina | 2017 |
| Torneo Anual 2017    | San Lorenzo | Argentina | 2017 |
| Copa Argentina 2018  | San Lorenzo | Argentina | 2018 |
| Supercopa 2019       | San Lorenzo | Argentina | 2019 |
| Supercopa 2021       | San Lorenzo | Argentina | 2021 |
| Torneo Único 2021    | San Lorenzo | Argentina | 2021 |
| Copa de Oro 2022     | San Lorenzo | Argentina | 2022 |
| Torneo de AFA 2022   | San Lorenzo | Argentina | 2022 |
| Copa de Oro 2024     | San Lorenzo | Argentina | 2024 |

### Podios Internacionales de Futsal
| Título                 | Club        | País     | Año  |
| ---------------------- | ----------- | -------- | ---- |
| Copa Libertadores 2018 | San Lorenzo | Paraguay | 2018 |
| Copa Libertadores 2022 | San Lorenzo | Bolivia  | 2022 |
| Copa Libertadores 2023 | San Lorenzo | Paraguay | 2023 |

### Títulos nacionales de fútbol
| Título             | Club        | País      | Año      |
| ------------------ | ----------- | --------- | -------- |
| Primera División A | San Lorenzo | Argentina | Ap. 2021 |

### En clubes
| San Lorenzo Argentina | 1.ª        | 2017 | -  | -  | -  | - | - | - | -  | -  | -    |
| San Lorenzo Argentina | 1.ª        | 2018 | -  | -  | -  | - | - | - | -  | -  | -    |
| San Lorenzo Argentina | 1.ª        | 2019 | 33 | 20 | 7  | 3 | - | - | 40 | 23 | 0.57 |
| San Lorenzo Argentina | 1.ª        | 2020 | 7  | 4  | 2  | 1 | - | - | 9  | 5  | 0.55 |
| San Lorenzo Argentina | 1.ª        | 2021 | 18 | 8  | 3  | 1 | - | - | 21 | 9  | 0.42 |
| San Lorenzo Argentina | 1.ª        | 2022 | 34 | 24 | 9  | 7 | 5 | 1 | 48 | 32 | 0.66 |
| San Lorenzo Argentina | 1.ª        | 2023 | 32 | 20 | 10 | 7 | 6 | 3 | 48 | 30 | 0.62 |
| San Lorenzo Argentina | 1.ª        | 2024 | 13 | 15 | -  | - | - | - | 13 | 15 | 1.15 |
| San Lorenzo Argentina | Total club |      |    |    |    |   |   |   |    |    |      |
| Total en su carrera |            |      |    |    |    |   |   |   |    |    |      |
| (1) Las copas nacionales se refiere a la Copa Argentina, Supercopa y Copa de Oro.(2) Las copas internacionales se refiere a la Copa Libertadores de Futsal Femenino.(3) Media de goles por encuentro. No incluye goles en partidos amistosos. |            |      |    |    |    |   |   |   |    |    |      |